# Локтіонов Владислав Олександрович
Владисла́в Олекса́ндрович Локтіо́нов (1976—2019) — солдат Збройних сил України, учасник російсько-української війни.

## Життєпис
Народився 1976 року в місті Дніпровськ (Чечелівський район). Закінчив ПТУ-20, за фахами слюсаря-сантехніка та газоелектрозварника. Працював бригадиром-сантехніком — у різних будівельних фірмах та ТОВ «Сантехбуд».
В липні 2015-го мобілізований як доброволець, 92-га бригада, 1-й батальйон, протитанковий взвод, гранатометник (СПГ), по тому — розвідник-кулементник.
13 травня 2016 року біля понтонної переправи поблизу села Лобачеве (Новоайдарський район) перебрався на інший берег річки Сіверський Донець, аби забрати звідти човен. Був захоплений російськими найманцями — кадирівці. У полоні його намагалися використати в цілях російської пропаганди, зняли «інтерв'ю» для «Лайф Ньюз»: дали випити води і якоїсь речовини. Владиславу здавалося, що він почав божеволіти. Сиділи в Луганському СІЗО зарослі, з кігтями, зуби повибивали, нігті пообкушувати було нічим.
27 грудня 2017-го звільнений з полону — повезли в Донецьк, де на донецькому напрямку обміняли. Вертольотами прилетіли в Харків, потім літаком — до Києва. Петро Олексійович особисто зустрічав біля трапу. Мама не змогла приїхати — через стан здоров'я.
Судився з військовою частиною, яка звільнила його «за самовільне залишення місця служби». Два місяці витратив на лікування набутих у полоні хвороб — бронхіальна астма, із серцем проблеми. Перебував у дитячій лікарні з сином, який має проблеми зі здоров'ям. Дружина покинула, доки був у заручниках..
29 травня 2019 року повернувся на службу за контрактом — у батальйон «Айдар»; солдат, старший навідник 2-го гранатометного відділення взводу вогневої підтримки, 1-ша штурмова рота.
7 липня 2019-го загинув увечері біля смт Південне — від уламкових поранень внаслідок прямого влучання 120-мм міни в бліндаж на позиції ЗСУ під час мінометного обстрілу терористами ВОП з напрямку окупованої Горлівки. Обстріл Південного тривав з 20:00 до 21:10 — було вистрелено 47 мін 120-го та 3 міни 82-го калібрів.
Похований у Дніпрі, Краснопільський цвинтар.
Без Владислава лишились мама і син Владислав 2011 р.н.

## Нагороди та вшанування
- Указом Президента України № 19/2020 від 21 січня 2020 року за «особисту мужність і самовіддані дії, виявлені у захисті державного суверенітету та територіальної цілісності України» нагороджений орденом За мужність III ступеня (посмертно)[2]
- Нагрудний знак «Учасник АТО»